# Rio Skógaá
O rio Skógaá nasce no vale entre os glaciares Eyjafjallajökull e Mýrdalsjökull, passa na proximidade da pequena cidade Skógar, e vai desaguar no Oceano Atlântico.
Tem uma série de quedas de água, entre as quais	Skógafoss.